# Matapédia
Matapédia ist eine Gemeinde (municipalité) im Osten der kanadischen Provinz Québec.
Matapédia liegt an der Einmündung des Flusses Rivière Matapédia in den Restigouche im Süden der Verwaltungsregion Gaspésie–Îles-de-la-Madeleine in der regionalen Grafschaftsgemeinde Avignon. Die Gemeinde liegt 20 km westlich von Campbellton. Die Fernstraße Route 132 verbindet Matapédia mit Rimouski.
Die Gemeinde hatte beim Zensus 2016 645 Einwohner. Das Gemeindegebiet umfasst 71,55 km².